# Sint-Bonifatiuskerk (Damwoude)
De Sint-Bonifatiuskerk is een romaanse kerk in Damwoude in de Nederlandse provincie Friesland.

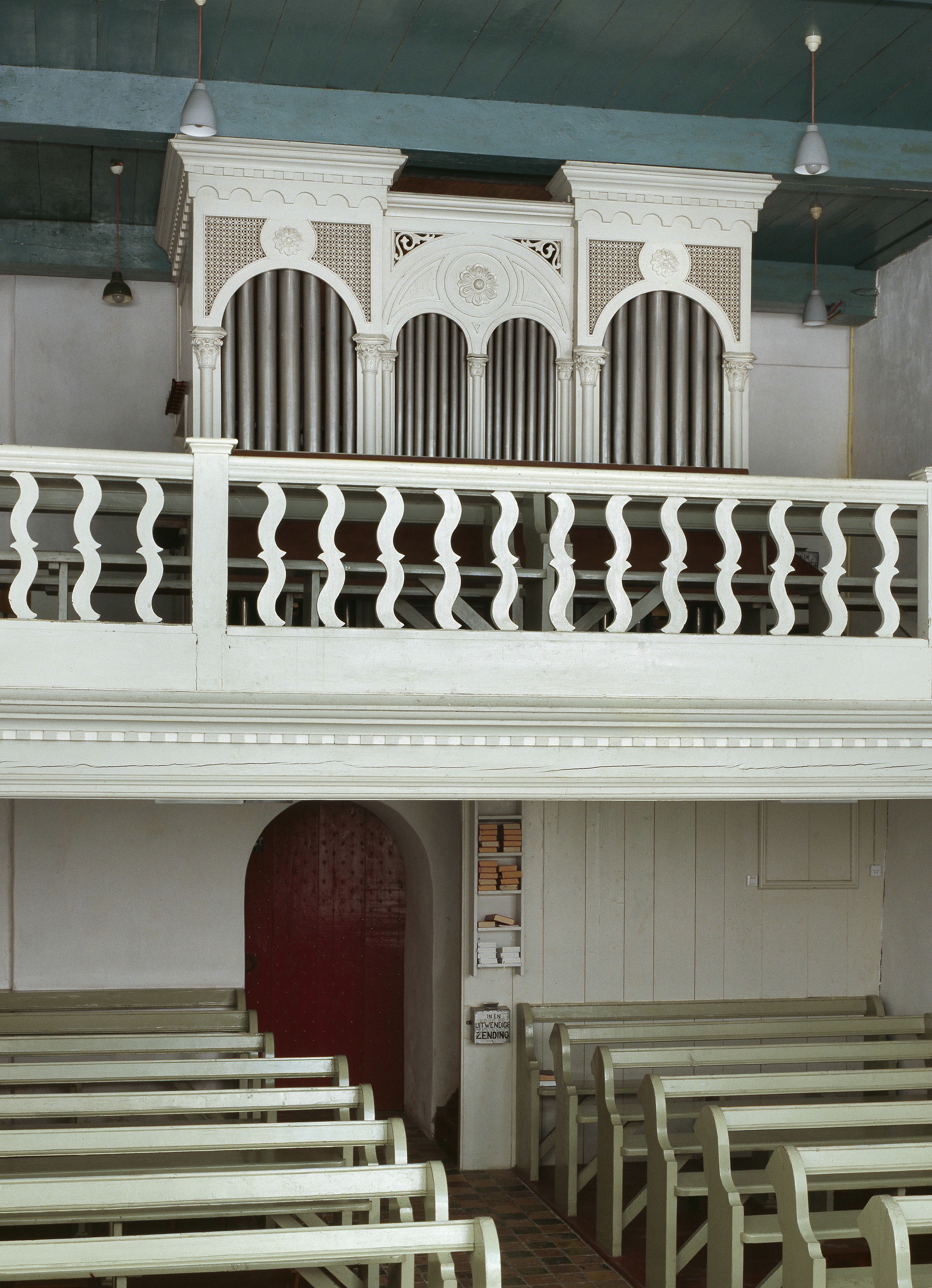
Interieur met orgel (2008)

Het dorp Damwoude telt twee oorspronkelijk romaanse kerken, de Sint-Bonifatiuskerk in het vroegere Murmerwoude en de Sint-Benedictuskerk in het vroegere Dantumawoude. Beide dorpen werden in 1971, samen met Akkerwoude, samengevoegd tot het huidige Damwoude.
De Bonifatiuskerk werd omstreeks 1200 gebouwd en is een van de oudste Friese kerken, die van rode baksteen is gebouwd. De bakstenen muren zijn weer tevoorschijn gekomen na de restauratie in de zestiger jaren van de 20e eeuw, toen de pleisterlaag van de kerk werd verwijderd. De oorspronkelijke romaanse spaarnissen, afgewisseld met kleine rondboogvensters zijn goed onder de dakrand van de zijmuren te zien. Oorspronkelijk had de kerk een ronde koorafsluiting, die waarschijnlijk in de 16e eeuw is verwijderd. De toren is vrijwel gelijk met de kerk gebouwd en dateert uit de 13e eeuw. Wel is het oorspronkelijke helmdak van de toren later vervangen door een zadeldak. Ook in de torenmuur zijn romaanse ornamenten te herkennen.
Volgens het volksverhaal zouden er in de kerktoren van deze kerk stenen broden van Bonifatius zijn ingemetseld. Deze broden figureren in diverse sagen rond de persoon van Bonifatius, de heilige aan wie deze kerk is gewijd.
Het orgel uit 1895 is van Bakker & Timmenga. De kerk is erkend als een rijksmonument.